# Crisanto
Crisanto (latino; Chrysanthus; ... – Costantinopoli, 26 agosto 419) è stato un vescovo romano, vicario della Britannia.

## Biografia
Crisanto era figlio di Marciano, vescovo novaziano di Costantinopoli. Ricoprì i ruoli di ufficiale palatino, governatore di rango consolare di una regione italiana (389/395) e, infine, vicarius della diocesi di Britannia (attorno al 395).
Giunto in là con gli anni, decise di tornare a Costantinopoli, dove contava di ottenere la prefettura urbana; fu invece costretto a succedere a Sisinno (a sua volta successore di Marciano) nel ruolo di vescovo novaziano, che tenne per sette anni (412-419), fino alla propria morte.